# Ulrich Jucker
Ulrich Jucker (Girenbad, 27 marzo 1939) è un ex slittinista svizzero. Ha gareggiato nella competizione del singolo maschile di slittino ai Giochi olimpici invernali del 1964.

## Partecipazioni olimpiche
| Competizione | Pos. | Data            | Città     |
| ------------ | ---- | --------------- | --------- |
| Singolo      | 26ª  | 4 febbraio 1964 | Innsbruck |